# Anders R. Johansson
Anders Roland Johansson, född 30 november 1948 i Othem på Gotland, är en svensk forskare, tidnings- och bokförläggare. Han är också aktiv i Vänsterpartiet.

## Biografi
Johansson är forskare inom gotländsk historia främst på 1600-talshistoria samt bokförläggare och ägare av Haimdagars förlag. Han ger även ut tidningen Haimdagar som innehåller artiklar från den gotländska historien i alla tider.

## Utmärkelser
- Gotlands Tidningars kulturpris 2005
- Rudolf Meidner-pris 2006,  för forskning i fackföreningsrörelsens historia
- Region Gotlands kulturpris 2008[1] (tillsammans med Svante Hedin)